# Sigillo Longobardo

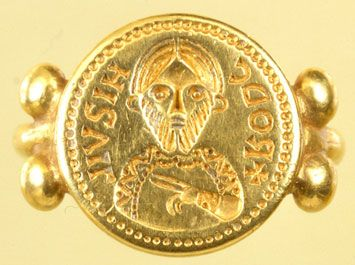
Il sigillo longobardo, anello d'oro da cui è stato derivato l'omonimo premio della Regione Lombardia.

L'Anello Sigillo Longobardo (detto anche Longobardo d'oro), fino al 2019 denominato Sigillo Longobardo, è il nome ufficiale dell'onorificenza conferita dal Consiglio regionale della Lombardia, paragonabile per importanza al famoso Ambrogino d'oro conferito dal Comune di Milano e al "Premio Isimbardi" della Città metropolitana (ex provincia) di Milano.

## Storia
L'onorificenza è stata istituita in origine con una determinazione dell'Ufficio di Presidenza del Consiglio regionale lombardo il 24 febbraio 1999 ed era conferita in occasione della Festa dello Statuto della Regione Lombardia quale "segno di gratitudine verso quei cittadini lombardi che hanno portato alto il nome della Lombardia nel mondo, essendo conferito a personalità che si sono distinte a livello internazionale in campo civile, sociale, sportivo, scientifico e culturale". Dal 2011 la Festa dello Statuto non è stata più celebrata e sono cessati conseguentemente i conferimenti del Sigillo.
Dal 2020, l'onorificenza, ridenominata Anello Sigillo Longobardo, è stata ufficializzata con la Legge regionale 28 aprile 2020, n. 7, "Istituzione dell’onorificenza «Anello Sigillo Longobardo» del Consiglio regionale della Lombardia" che ha istituito l'onorificenza quale "massimo riconoscimento conferito dal Consiglio regionale della Lombardia a persone fisiche o giuridiche, nonché ad associazioni, residenti o aventi sede in Lombardia, che si sono particolarmente distinte portando in alto il nome della Lombardia nel mondo" (L.R. 7/2020, art. 1) ed è conferito annualmente, in non più di tre conferimenti, dal Presidente del Consiglio regionale della Lombardia durante la seduta del Consiglio regionale più vicina alla data del 6 luglio, anniversario del primo insediamento del Consiglio regionale (art. 4, comma 2). L’Ufficio di Presidenza può revocare l’onorificenza conferita qualora il soggetto insignito si renda indegno della stessa (art. 4, comma 3). L’«Anello Sigillo Longobardo» consiste in un castone monetiforme raffigurante un busto maschile frontale con la mano in posizione benedicente; a completamento dell’effigie, sono riportate le scritte «Rodchis» e «VIL» (art. 2). L'onorificenza è ispirata ad un anello d'oro di fattura longobarda ritrovato nella necropoli di Trezzo d'Adda, appartenuto, come si legge nell'epigrafe, ad un vir illustris. Il premio consegnato agli insigniti consiste effettivamente in un anello in oro, riproduzione dell'antico reperto, con l'intento di trasmettere il medesimo carattere agli uomini illustri della Lombardia, distintisi per operosità ed ingegno nei più disparati campi a favore di tutta la Regione.

## Insigniti[4]

### 1999
- Gae Aulenti, all'anagrafe Gaetana Emilia Aulenti (1927-2012), designer e architetto
- Piero Bassetti (n. 1928), primo Presidente della Regione Lombardia, politico, imprenditore ed ex velocista
- Riccardo Cassin (1909-2009), nel 1999 decano degli alpinisti
- Gualtiero Marchesi (1930-2017), cuoco, gastronomo e ristoratore
- mons. Luciano Migliavacca (1919-2013)[5], presbitero, direttore di coro e compositore
- Ottavio Missoni (1921-2003), stilista
- Enrico Moneta Caglio, editore
- Gianfranco Nocivelli (1934-2019), industriale e dirigente d'azienda
- Leopoldo Pirelli (1925-2007), industriale
- Fernanda Pivano (1917-2009), traduttrice, scrittrice, giornalista e critica musicale
- Giuseppe Pontiggia, detto Peppo (1934-2003), scrittore, aforista, critico letterario e docente
- Monsignor (poi cardinale) Gianfranco Ravasi (n. 1942), cardinale, biblista, teologo ed ebraista
- Monsignor Antonio Riboldi, I.C., (1923-2017), vescovo
- Luciana Savignano (n. 1943), ballerina

### 2000
- Bruno Caparini

### 2001
- Antonio Bulgheroni (n. 1943), fondatore dell'Università Carlo Cattaneo-LIUC di Castellanza
- Luigi Caironi, filantropo
- Inge Feltrinelli (1930-2018), editrice
- Carla Fracci (1936-2021), ballerina
- Luigi Lucchini (1919-2013), imprenditore
- Edoardo Mangiarotti (1919-2012), olimpionico di scherma
- Gian Galeazzo Monarca, responsabile Croce Rossa Italiana
- Indro Montanelli (1909-2001), giornalista
- Giuseppe Parazzini, Presidente nazionale dell'Associazione Nazionale degli Alpini
- Ermanno Patrizio, colonnello dei Granatieri
- Lorenzo Revojera (1930-2022), ingegnere
- Emanuele Severino (1929-2020), filosofo
- Zaira Spreafico, fondatrice de “La Nostra famiglia”
- Mario Viganò (n. 1938), cardiochirurgo

### 2002
- Alfredo Ambrosetti, promotore del prestigioso Forum di Cernobbio
- Gino Colombo, (1928-1999) (alla memoria) avvocato di Cassazione è stato il primo Presidente del Consiglio regionale della Lombardia
- Ugo Gussalli Beretta, imprenditore American Football Team "Lions Bergamo"
- Agostino Liuni, imprenditore
- Mariuccia Mandelli, detta Krizia (1925-2015), stilista
- Carlo Mangiarotti, ingegnere
- Paolo Mantegazza (1923-2015), ex magnifico rettore dell'Università degli Studi di Milano
- Alda Merini (1931-2009), poetessa
- Camillo Onesti, decano degli sport di montagna
- Gabriella Sozzi, scienziata
- mons. Andrea Spada, editorialista
- Luigi Veronesi (1908-1998) (alla memoria), pittore
- Marco Vigorelli (1946-2002), manager[6]
- Luigi Zaìni, imprenditore

### 2003
- Ermanno Bazzocchi (1914-2005), progettista aeronautico
- Enzo Biagi (1920-2007), giornalista e scrittore
- Primino Claudio Botta, medico geriatra
- Gianni Brera (1919-1992)(alla memoria), giornalista e scrittore
- Fedele Confalonieri (n. 1937), manager
- Luigi Corbani, manager culturale
- Alberto Cova (n. 1958), sportivo
- Giulia Maria Crespi (1923-2020), fondatrice del FAI
- Vittorio Feltri (n. 1943), giornalista
- Loredana Floriani, fondatrice col marito Virgilio Floriani, della Fondazione Floriani
- mons. Luigi Manganini, Arciprete Duomo Milano
- Giò Pomodoro (1930-2002), scultore (alla memoria)
- Renato Pozzetto (n. 1940), attore
- Felice Rizzi, docente di Pedagogia della cooperazione internazionale
- Carlo Secchi (n. 1944), ex Magnifico Rettore dell'Università Luigi Bocconi
- Antonio Spallino (1925-2017), avvocato

### 2004
- Lawrence E. Auriana, finanziere, Presidente del Columbus Citizens Foundation
- Natalia Aspesi (n. 1929), giornalista e scrittrice
- Giorgio Beghella Bartoli, ingegnere
- Mike Bongiorno (1924-2009), show man e presentatore televisivo
- Maria Fede Caproni di Taliedo, promotrice e organizzatrice culturale
- Nedo Fiano (1925-2020), testimone della Memoria
- Felice Gimondi (1942-2019), campione del Mondo di ciclismo
- Carlo Giorgetti, imprenditore
- don Luigi Giussani (1922-2005), sacerdote, fondatore di Comunione e Liberazione
- Alberto Li Gobbi (1914-2011), generale di Corpo d'Armata
- Gianvito Martino (n. 1962), neurologo
- Maurizio Mosca (1940-2010), giornalista sportivo
- Giorgio Parmiani, oncologo
- Teresa Pomodoro, drammaturga e regista teatrale
- Uto Ughi (n. 1944), violinista
- Marco Orombelli, Presidente della Veneranda Fabbrica del Duomo di Milano

### 2010
- Lorenzo Cantù, già presidente provinciale delle Acli milanesi[7]

### 2019
- 51 studenti, due professori e una collaboratrice scolastica della Scuola media "Giovanni Vailati" di Crema, coinvolti nel sequestro di un autobus il 20 marzo 2019[8]